# Clypeasterophilus rugatus
Clypeasterophilus rugatus är en kräftdjursart som först beskrevs av Eugène Louis Bouvier 1917.  Clypeasterophilus rugatus ingår i släktet Clypeasterophilus och familjen Pinnotheridae. Inga underarter finns listade i Catalogue of Life.